# Куллисаар, Карл
Карл Куллисаар (эст. Karl Kullisaar; 16 ноября 1905, Везенбергский уезд — 1 марта 1942, Унжлаг) — эстонский борец греко-римского стиля, призёр чемпионата Европы.

## Биография
Родился в 1905 году в уезда Салла в области Вирумаа. Заниматься борьбой начал в 1923 году.
В 1923 году на чемпионате Эстонии по греко-римской борьбе обошёл фаворита турнира Альберт Кузнеца и уступил только Альфреду Праксу, завоевав серебряную медаль. В 1926 году выиграл чемпионат Эстонии по вольной борьбе, повторив успех в 1929, 1930 и 1935 годах. В 1929 году одновременно завоевал титул чемпиона Эстонии в греко-римской борьбе, впоследствии выигрывал чемпионат трижды, последний раз в 1938 году.
В 1930 году завоевал бронзовую медаль чемпионата Европы. В 1931 на чемпионате в Праге в число призёров не вошел. В 1933 году вновь принял участие в чемпионате Европы, но там занял лишь 4-е место.
Работал тренером, в 1933 году возглавил совет судей.
В декабре 1940 года арестован НКВД, направлен в Унжлаг. Умер в заключении 1 марта 1942 года.